# Michaela Maurer
Michaela Maurer (* 6. November 1981 in Bad Aibling) ist eine deutsche Naturbahnrodlerin. Sie startet, ebenso wie ihr Bruder Georg, für den RC Kreuth, gehört seit 2000 dem deutschen Nationalkader an und ist die erfolgreichste deutsche Naturbahnrodlerin der 2000er-Jahre. Als eine von wenigen deutschen Naturbahnrodlerinnen erreichte Maurer Top-10-Platzierungen bei Welt- und Europameisterschaften; ihr bisher bestes Ergebnis ist ein siebenter Platz bei der Weltmeisterschaft 2011. Im Weltcup erreichte sie mit zwei siebenten Plätzen in den Saisonen 2005/2006 und 2006/2007 die bisher besten Gesamtplatzierungen einer deutschen Naturbahnrodlerin. Zudem wurde sie bislang zehnmal Deutsche Meisterin.

## Karriere
Michaela Maurers internationale Karriere begann am 16. Januar 2000, als sie in Garmisch-Partenkirchen ihr erstes Weltcuprennen bestritt. Sie beendete dieses Rennen an 12. Position, kam in der Saison 1999/2000 noch ein weiteres Mal im Weltcup zum Einsatz (15. Platz in Železniki) und wurde 20. und zugleich Vorletzte im Gesamtweltcup. Bei der Weltmeisterschaft 2000 in Olang kam sie als 17. ebenfalls nur auf den vorletzten Platz. Im Jahr 2000 wurde Maurer zum ersten Mal Deutsche Meisterin. Sie konnte diesen Titel bis 2006 sechsmal in Folge verteidigen. 2008, 2011 und 2012 wurde sie erneut Deutsche Meisterin. Ihre nationalen Erfolge konnte Maurer in den folgenden Jahren auch bei internationalen Wettkämpfen umsetzten. Zwar erreichte sie aufgrund der Dominanz der Österreicherinnen, Italienerinnen und Russinnen nie ganz vordere Platzierungen, doch sie blieb bis 2007 durchgehend die beste Deutsche im Gesamtweltcup und ist bis heute (2011) immer die erfolgreichste Deutsche bei Welt- oder Europameisterschaften. Allerdings war sie oftmals auch die einzige Teilnehmerin aus Deutschland bei diesen Großereignissen.
Im dritten Weltcuprennen der Saison 2000/2001 gelang Maurer mit Platz zehn in Lüsen ihre erste Top-10-Platzierung im Weltcup. Kurz darauf erreichte sie auch bei der Weltmeisterschaft 2001 in Stein an der Enns den zehnten Platz und auch bei der Junioreneuropameisterschaft 2001 in Tiers wurde sie Zehnte. Im Gesamtweltcup erzielte sie ebenso wie in der Saison 2001/2002, in der sie einmal Zehnte und fünfmal Elfte wurde, den 12. Rang. In der Saison 2002/2003 nahm sie nur an drei Weltcuprennen teil, erreichte zwei zwölfte Plätze und wurde 17. im Gesamtweltcup. Bei den Europameisterschaften 2002 in Frantschach-Sankt Gertraud und 2004 in Hüttau erzielte Maurer den 14. bzw. 15. Platz und bei der Weltmeisterschaft 2003 in Železniki wurde sie Zwölfte. In der Saison 2003/2004 erreichte Michaela Maurer in den ersten beiden Weltcuprennen einen achten und einen siebenten Platz, kam danach zwar nicht mehr unter die besten zehn, aber im Gesamtweltcup dennoch auf den neunten Platz, punktegleich mit der Italienerin Barbara Abart. Im nächsten Winter waren ein achter Platz in Oberperfuss sowie zwei neunte Plätze ihre besten Ergebnisse und sie wurde Gesamt-Zehnte. Bei der Weltmeisterschaft 2005 in Latsch erzielte sie den zwölften Platz im Einsitzer und zusammen mit Marcus Grausam, Björn Kierspel und Martin Nachmann den achten Platz im Mannschaftswettbewerb.
Die Saisonen 2005/2006 und 2006/2007 waren Maurers bislang erfolgreichste. In beiden Jahren fuhr sie in fünf der jeweils sechs Weltcuprennen unter die schnellsten zehn. Ihre besten Resultate erzielte sie dabei immer am Saisonende. So erreichte sie im Weltcupfinale 2005/2006 in Oberperfuss den vierten Platz und damit ihr bisher bestes Ergebnis in einem Weltcuprennen und im Finale der Saison 2006/2007 in Moos in Passeier den fünften Platz. In beiden Saisonen erzielte sie den siebenten Platz im Gesamtweltcup und damit die bis heute besten Weltcup-Gesamtplatzierungen, die eine deutsche Naturbahnrodlerin erreichte. Bei der Europameisterschaft 2006 in Umhausen fuhr Maurer auf Platz neun. Zuvor war es 28 Jahre lang keiner Deutschen gelungen, eine Top-10-Platzierung bei Europameisterschaften zu erreichen. Die bis dahin letzte, der dies gelang, war Cordula Knapp, die bei der EM 1978 Siebente wurde. Bei der Weltmeisterschaft 2007 in Grande Prairie erreichte Maurer den achten Platz. Bereits bei den Weltmeisterschaften 1984, 1986 und 1990 hatten Christine Zobel, Ursula Nöhmeier und Monika Lewanskowski ebenfalls einen achten Platz erreicht, doch besser war zuvor noch keine Deutsche bei einer WM. Im Mannschaftswettbewerb wurde Maurer 2007 gemeinsam mit Marcus Grausam, Björn Kierspel und Christian Wichan Siebente.
In der Saison 2007/2008 ging Maurer nur bei zwei Weltcuprennen an den Start. Sie belegte zweimal den elften Platz und wurde im Gesamtweltcup als Drittletzte 16. Zum ersten Mal in ihrer Karriere war sie damit nicht mehr beste Deutsche im Gesamtweltcup, Veronika Nachmann erzielte wie auch in den nächsten beiden Jahren mehr Weltcuppunkte. In der Saison 2008/2009 bestritt Maurer nur drei Weltcuprennen, am ersten sowie an den beiden letzten im russischen Nowouralsk nahm sie nicht teil. Sie erzielte einen achten und zwei zehnte Plätze und wurde 15. im Gesamtklassement. Auch zu Beginn der Saison 2009/2010 war Maurer nicht bei den Rennen in Nowouralsk am Start. Danach kam sie in allen Rennen zumindest unter die besten neun und wurde Zwölfte im Gesamtklassement. Im Gegensatz zum Gesamtweltcup blieb Michaela Maurer bei Großereignissen weiterhin die beste Deutsche. Bei der Europameisterschaft 2008 in Olang wurde sie Zehnte; bei der Weltmeisterschaft 2009 in Moos in Passeier wurde sie Neunte im Einsitzer und zusammen mit ihrem Bruder Georg sowie den Ukrainern Witalij Sacharow und Ihor Senjuk im deutsch/ukrainischen Team Siebente im Mannschaftswettbewerb. Bei der Europameisterschaft 2010 in St. Sebastian wurde sie Zwölfte im Einsitzer und wiederum Siebente im Mannschaftswettbewerb, diesmal wieder zusammen mit Marcus Grausam, Björn Kierspel und Christian Wichan.
Bei der Weltmeisterschaft 2011 in Umhausen erreichte Michaela Maurer den siebenten Platz im Einsitzer und damit das beste Ergebnis, das je eine deutsche Naturbahnrodlerin im Einsitzer bei Weltmeisterschaften erzielte. Auch im Mannschaftswettbewerb erreichte sie als Sechste zusammen mit ihrem Bruder und dem Doppel Kierspel/Wichan das bisher beste Ergebnis eines deutschen Teams. Im Weltcup nahm Maurer in der Saison 2010/2011 an drei der sechs Rennen teil. In allen drei Rennen fuhr sie unter die schnellsten acht, womit sie Elfte im Gesamtklassement wurde. In der Saison 2011/2012, in der Maurer an vier der sechs Weltcuprennen teilnahm, erreichte sie mit Platz fünf in Olang ihr bestes Weltcupresultat seit fünf Jahren. Auch im Gesamtweltcup erreichte sie als Zehnte ihr bestes Ergebnis seit der Saison 2006/2007. An der Europameisterschaft 2012 in Nowouralsk nahm sie allerdings nicht teil.

## Erfolge

### Weltmeisterschaften
- Olang 2000: 17. Einsitzer
- Stein an der Enns 2001: 10. Einsitzer
- Železniki 2003: 12. Einsitzer
- Latsch 2005: 12. Einsitzer, 8. Mannschaft
- Grande Prairie 2007: 8. Einsitzer, 7. Mannschaft
- Moos in Passeier 2009: 9. Einsitzer, 7. Mannschaft
- Umhausen 2011: 7. Einsitzer, 6. Mannschaft

### Europameisterschaften
- Frantschach 2002: 14. Einsitzer
- Hüttau 2004: 15. Einsitzer
- Umhausen 2006: 9. Einsitzer
- Olang 2008: 10. Einsitzer
- St. Sebastian 2010: 12. Einsitzer, 7. Mannschaft

### Junioreneuropameisterschaften
- Tiers 2001: 10. Einsitzer

### Weltcup
- 2× 7. Gesamtrang im Einsitzer-Weltcup in den Saisonen 2005/2006 und 2006/2007
- Weitere drei Mal unter den besten zehn im Gesamtweltcup
- 3 Top-5-Platzierungen in Weltcuprennen

### Deutsche Meisterschaften
- Zehnfache Deutsche Meisterin im Einsitzer (2000 bis 2006, 2008, 2011 und 2012)